# Nicolas Lenglet Du Fresnoy

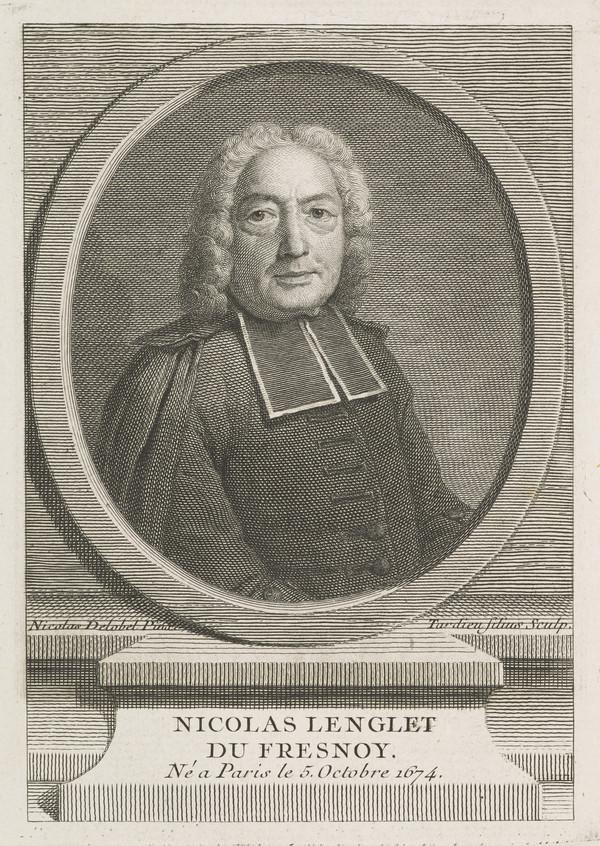
Nicolas Lenglet Du Fresnoy, Kupferstich

Nicolas Lenglet Du Fresnoy, auch Abbé Lenglet du Fresnoy (* 5. Oktober 1674 in Beauvais; † 16. Januar 1755 in Paris) war ein französischer Historiker, Geograph, Philosoph, Verleger und Enzyklopädist.

## Leben und Wirken
Nicolas Lenglet du Fresnoy aus Beauvais studierte zunächst in Paris Theologie, um sich aber dann früh auch der Diplomatie und Politik zuzuwenden. Jean-Baptiste Colbert de Torcy ernannte ihn 1705 zum Sekretär für lateinische und französische Sprache bei dem Kurfürsten von Köln, Joseph Clemens von Bayern, welcher seit dem Jahre 1704 infolge des Spanischen Erbfolgekrieges in Lille residierte. 
1708, nach der Einnahme Lilles durch kaiserliche Truppen (Schlacht bei Oudenaarde), lernte er Prinz Eugen von Savoyen kennen. Auf einer Reise nach Wien im Jahre 1721 traf er ihn erneut und wurde von ihm zu seinem Bibliothekar ernannt. 
Unter der Regentschaft von Philippe II. de Bourbon, duc d’Orléans zog er nach Paris. 
Im Jahre 1718 kollaborierte er mit den Verschwörern von Cellamare, Conspiration de Cellamare.
Sein streitbarer und ironischer Schreibstil brachte ihm aber auch Feinde ein, so rühmte er sich mit folgendem Satz: „Ich will in meinem gallischen Stil so ehrlich sein, wie in meinem Handeln.“ 
Sein Streben nach intellektueller Unabhängigkeit und Widerstand gegen die königlichen Zensoren Ludwig XV. brachten ihn in Schwierigkeiten. So wurde er unter dessen Regentschaft mehrere Male, insgesamt fünf Mal in der Bastille eingekerkert, so aufgrund seiner Schriften, aber auch wegen seiner verlegerischen Tätigkeiten, unter anderem für Clément Marot, François Maynard (1582–1646), Voltaire, Pierre de L’Estoile. Einmal wurde er in der Zitadelle von Straßburg, Citadelle de Strasbourg und ein anderes Mal in Vincennes inhaftiert.
Lenglets Bücher zeichnen sich durch einen hohen Grad an Bildung und vielseitiger Gelehrsamkeit aus, so interessierte er sich sowohl für Literaturkritik als auch für hermetische Philosophie (bzw. Alchemie), deren Geschichte und für Geografie. 
Er hat Artikel über die Bewertung der Geschichte geschrieben und einige Beiträge zur Encyclopédie von Denis Diderot und Jean-Baptiste le Rond d’Alembert geleistet. Er schrieb unter den Pseudonymen Edward Melton, Albert Van Heussen, C. Percel Gordon und Gosford. In lateinischer Sprache veröffentlichte er Texte als Lengletius.
Er starb 80-jährig nach einem Sturz beim Lesen. Er soll dabei in ein offenes Feuer gefallen sein und sich schwere, in der Folge, tödliche Verbrennungen zugezogen haben.

## Schriften (Auswahl)

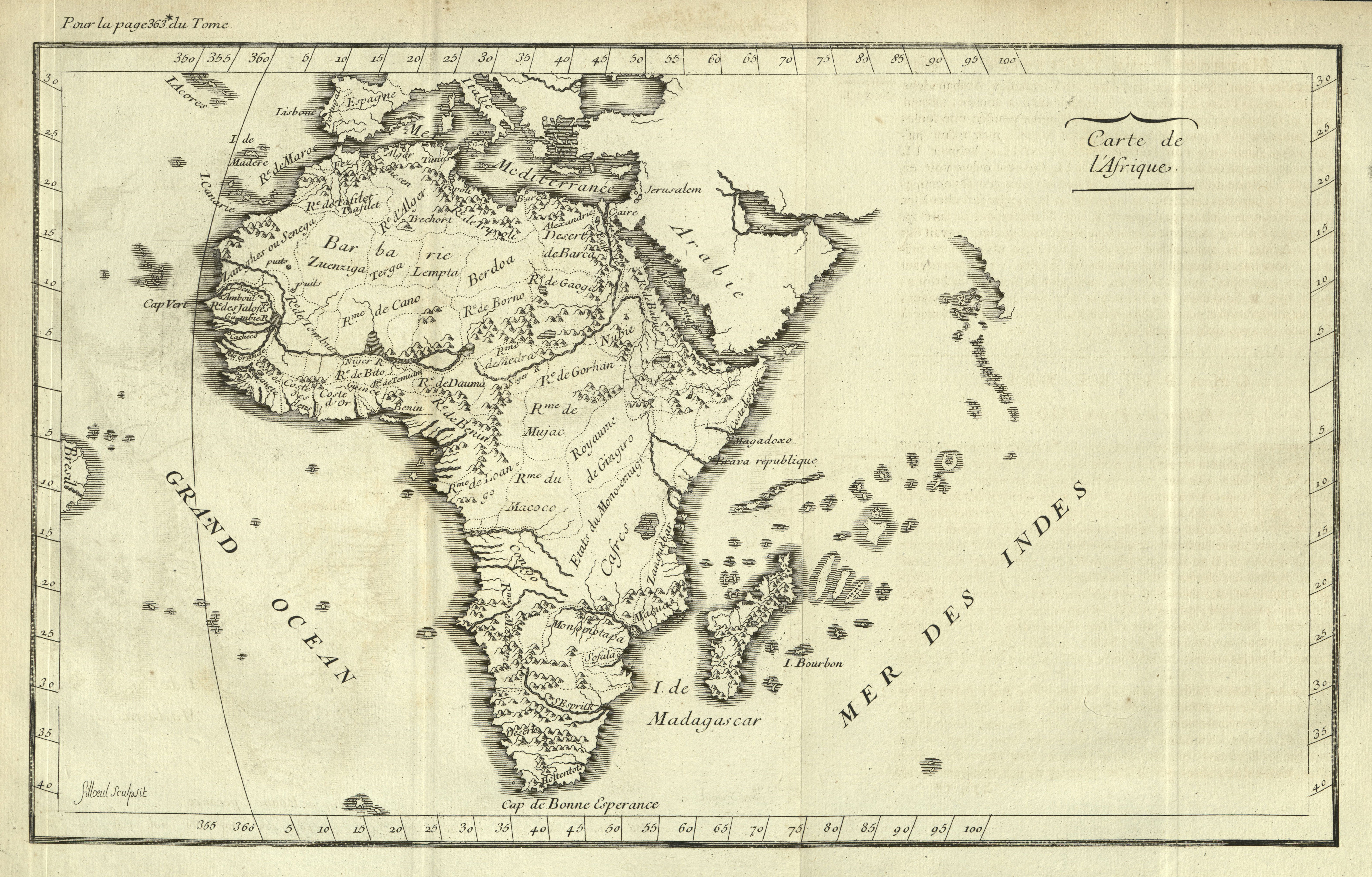
Lenglet Du Fresnoy, Carte de l'Afrique, 1729

- Cinquième [- sixième] mémoire sur les collations des canonicats de la cathédrale de Tournay, Tournay, Louis Varlé, 1711.
- De l’usage des romans, où l’on fait voir leur utilité et leurs différents caractères : avec une bibliothèque des romans accompagnée de remarques critiques sur leur choix et leurs éditions (1735), Genève, Slatkine reprints, 1970.
- Défense de la nation Hollandoise, contre les calomnies répandues dans les “Lettres sur les Hollandois”, et dans la “Méthode pour étudier l’histoire”, La Haye, (1736)
- Géographie abrégée par demandes et par réponses, divisée par leçons, pour l’instruction de la jeunesse; avec une idée de l’ancienne géographie & des systèmes du monde, Paris, Tilliard, (1766)
- Géographie des enfans, ou, Méthode abrégée de la géographie, divisée par leçons, avec la liste des principales cartes nécessaires aux enfans, Paris, Rollin fils, De Bure l’aîné, (1736)
- Histoire de Jeanne d’Arc, dite la Pucelle d’Orleans, vierge, héroïne et martyre d’état :  suscitée par la providence pour rétablir la monarchie  françoise, Paris, Coutellier, (1753–1754)
- Histoire de la philosophie hermétique. Accompagnée d’un catalogue raisonné des écrivains de cette science. Paris 1742; Neudruck Hildesheim / New York 1975 (online).
- La messe des fideles, avec une explication historique et dogmatique du sacrifice de la Sainte Messe, et des pratiques de pieté : Pour honorer le Très-Saint Sacrement, avec des Maximes des Saints Peres pour tous les jours du mois., Paris, Damonneville, (1742)
- Lettre de M. l’Abbé Lenglet du Fresnoy a l’Auteur des Observations sur les ecrits modernes. Au sujet de la méthode pour étudier la géographie, La Haye, J. Neaulme, (1739)
- Lettres d’un pair de la Grande Bretagne à Milord Archevêque de Cantorberi sur l’état présent des affaires de l’Europe, Londres, Innys, (1745)
- L’Europe pacifiée par l’équité de la Reine de Hongrie, ou distribution légale de la Succession d’Autriche, Bruxelles, F. Foppens, 1745.
- L’Histoire justifiée contre les romans, Amsterdam, Aux dépens de la Compagnie, 1735.
- Mémoires pour servir à l’histoire de Charles IX, et de Henri IV, rois de France: contenant, en quatre parties, les pieces importantes ... et quantite de remarques historiques et critiques, qui servent à leur éclaircissement, Paris, Aux frais & dépens de l’editeur, (1745)
- Mémoires sur la collation des canonicats de l’église cathedrale de Tournay, faite par leurs hautes puissances nosseigneurs les Etats Généraux des Provinces Unies, Tournay, Louis Varlé, (1711)
- Méthode pour étudier la geographie ; Où l’on donne une description exacte de l’univers, formée sur les observations de l’Académie Royale des Sciences, & sur les auteurs originaux. Avec un discours préliminaire sur l’étude de cette science, & un catalogue des cartes, relations, voyages & descriptions nécessaires pour la géographie, Amsterdam, aux dépens de la Compagnie, (1718)
- Méthode pour étudier l’histoire : Où après avoir établi les principes & l’ordre qu’on doit tenir la lire utilement, on fait les remarques nécessaires pour ne se pas laisser tromper dans sa lecture : avec un catalogue des principaux historiens, & des remarques critiques sur la bonté de leurs ouvrages, & sur le choix des meilleures editions, Bruxelles, Aux dépens de la Compagnie, (1714)
- Principes de l’histoire pour l’éducation de la jeunesse, par années et par leçons, Paris, Pierre Gandouin, (1735)
- Recueil de Dissertations, anciennes et nouvelles, sur les Apparitions, les Visions et les Songes, Avignon, (1751)
- Recueil de romans historiques, Londres, (1747)
- Supplément de la Méthode pour étudier l’histoire : avec un supplément au catalogue des historiens, & des remarques sur la bonté & le choix de leurs editions, Paris, Rollin fils, DeBure l’aîné, (1739)
- Tablettes chronologiques de l’histoire universelle : sacrée et profane, ecclésiastique et civile, depuis la création du monde, jusqu’à l’an 1762 : avec des réflexions sur l’ordre qu’on doit tenir, & sur les ouvrages nécessaires pour l’étude de l’histoire, Paris, Pierre Gandouin, (1729)
- Traité historique et dogmatique du secret inviolable de la confession, où l’on montre quelle a toûjours été à ce sujet la doctrine, & la discipline de l’Eglise, avec resolution de plusieurs difficultez, qui surviennent tous les jours sur cette matière, Paris, Jean Musier, 1708.
- Traité historique et dogmatique sur les apparitions, les visions & les révélations particulières. Avec des observations sur les dissertations du R.P. Dom Calmet, abbé de Senones, sur les apparitions & les revenans, Avignon et Paris, Leloup, (1751)